# Киппасто, Август Йоханнесович
Август Йоханнесович Киппасто (эст. August Johannes Kippasto, 28 августа 1887, Дерпт, Лифляндская губерния — 24 сентября 1973, Сидней) — российский борец классического стиля. Участник летних Олимпийских игр 1912 года.

## Биография
Август Киппасто родился 28 августа 1887 года в российском поселении Ранну Лифляндской губернии (сейчас в Эстонии).
Начал заниматься тяжёлой атлетикой в 12-летнем возрасте в спортивном обществе «Карскусе». Впоследствии представлял юрьевский клуб «Тервисе».
В 1912 году вошёл в состав сборной России на летних Олимпийских играх в Стокгольме. Выступал в классической борьбе в весовой категории до 67,5 кг. В первом раунде за четыре минуты проиграл Эдёну Радваню из Венгрии, во втором раунде — за две минуты Карелу Галику из Богемии.
В 1913 году перебрался в Санкт-Петербург и стал выступать в качестве профессионального борца в труппе Георга Луриха. Затем организовал свою борцовскую труппу на юге Российской империи, которая также выступала в Персии и Османской империи.
После Первой мировой войны через Финляндию вернулся в Эстонию.
В 1929 году эмигрировал в Австралию. Поначалу зарабатывал борьбой, затем работал в Мельбурне настройщиком фортепиано. Тем не менее до 1941 года выступал на борцовском ковре под именем русского богатыря Разгона.
Умер 24 сентября 1973 года в австралийском районе Куджи (сейчас часть Сиднея).